# Cestrum aurantiacum
Cestrum aurantiacum  ist eine Pflanzenart aus der Gattung der Hammersträucher (Cestrum). 

## Beschreibung
Cestrum aurantiacum ist ein 1,5 bis 6,5 m hoher Strauch oder gelegentlich bis zu 8,5 m hoch werdender Baum. Die Zweige sind unbehaart oder spärlich filzig behaart. Die Laubblätter sind eiförmig bis elliptisch, 7 bis 17 cm lang und 2,5 bis 5,5 cm breit. Beide Blattseiten sind unbehaart, die Spitze ist zugespitzt oder kurz spitz zulaufend, die Basis ist zugespitzt bis abgestumpft oder gelegentlich kurz verjüngend. Die Blattstiele sind 1 bis 3 cm lang und unbehaart.
Die end- oder achselständigen, doldigen oder traubigen Blütenstände bestehen aus einigen bis wenigen Blüten. Die Blütenstandsachse ist fein behaart oder unbehaart, die Tragblätter linealisch und später abfallend. Die Blüten sind aufsitzend, beinahe aufsitzend oder stehen an bis zu 1,5 mm langen Blütenstielen. Der Kelch ist röhrenförmig, 5 bis 6,5 (selten auch bis zu 9) mm lang und bis auf die (0,7) 1 bis 2 (3) mm langen, bewimperten Kelchzipfel unbehaart. Diese sind pfriemförmig und lang-stachelspitzig oder abgerundet und lang-stachelspitzig und laufen an der Kelchröhre als fünf Nervenbahnen weiter nach unten. Die orange oder selten auch gelbe Krone besitzt eine 17,5 bis 20 mm lange Kronröhre, die Kronzipfel sind 3 bis 3,5 (5,5) mm lang, eiförmig oder lanzettlich. Am Rand sind sie nach außen papillös-behaart. Die Staubfäden sind 4 bis 6,5 mm lang, geschwollen und knieförmig umgebogen, rinnenartig oder fast anhängselartig. Die Basis und die Leitbündel der Staubfäden sind behaart. Der Griffel ist 16,5 bis 18,5 mm lang. 
Als Früchte bilden sie weiße, 8 bis 12 mm lange Beeren mit sieben bis neun Samen, die etwa 3 bis 5 mm lang sind.
Die Chromosomenzahl beträgt 2n = 16.

## Vorkommen und Standorte
Diese Art ist in einem Gebiet verbreitet, das vom südlichen Mexiko bis nach Nicaragua reicht. Dort ist sie in feuchten Dickichten oder Wäldern zu finden, oftmals in Kiefer-Eichen-Wäldern in Höhen zwischen 1000 und 2600 m.

## Verwendung
In Huehuetenango (Guatemala) sollen die zerstoßenen Blätter zusammen mit Seife und kaltem Wasser verwendet werden, um Flecken aus der Kleidung zu entfernen.

## Botanische Geschichte
Die Erstbeschreibung dieser Art erfolgte 1844 durch John Lindley, der sie anhand einer in England gezogenen Pflanze beschrieb. Die Samen wurden ihm durch George Ure Skinner zugesandt, der sie in Chimalapa (Guatemala) gesammelt haben soll.